# Oxyepoecus crassinodus
Oxyepoecus crassinodus är en myrart som beskrevs av Kempf 1974. Oxyepoecus crassinodus ingår i släktet Oxyepoecus och familjen myror. Inga underarter finns listade i Catalogue of Life.